# Zawada (powiat opatowski)
Zawada – wieś w Polsce położona w województwie świętokrzyskim, w powiecie opatowskim, w gminie Ożarów.
| SIMC    | Nazwa          | Rodzaj     |
| ------- | -------------- | ---------- |
| 0803006 | Bałtówka       | przysiółek |
| 0803012 | Podlesie       | przysiółek |
| 0803029 | Zawada-Kolonia | przysiółek |

Do sołectwa Zawada zaliczają się także przysiółki: Zawada-Kolonia, Bałtówka, Podlesie.
W latach 1975–1998 miejscowość należała administracyjnie do województwa tarnobrzeskiego.
Przez miejscowość przebiega droga wojewódzka nr 755.